# Hipoteza Turnera
W górnictwie hipoteza Turnera mówi o tym, filar przenosi ciśnienie wywierane przez ciężar nadległych skał zalegających bezpośrednio nad filarem i komorami w otoczeniu filaru, bez uwzględnienia więzi nadległych skał z całym masywem.
Powierzchnia łącznego poziomego przekroju filarów w polu eksploatacyjnym powinna mieć takie wymiary, aby zapewnić trwałe przenoszenie ciśnień wywieranych przez nadległy górotwór.